# Phù Dung, Vĩnh Thuận
Phù Dung (Tiếng Trung: 芙蓉; bính âm: FúRóngZhèn) là một thị trấn ở huyện Vĩnh Thuận, châu tự trị dân tộc Thổ Gia, dân tộc Miêu Tương Tây, tỉnh Hồ Nam, Cộng hòa Nhân dân Trung Hoa. Thị trấn này còn được gọi là cổ trấn Phù Dung, là một điểm thu hút khách du lịch ở vùng núi phía tây bắc Hồ Nam, nằm giữa các điểm du lịch nổi tiếng của huyện Phượng Hoàng và thành phố Trương Gia Giới. Thị trấn nổi tiếng với vị trí tuyệt đẹp của nó, nằm trên những vách đá bên trên một thác nước đổ xuống sông Dậu.
Phù Dung ban đầu được gọi là Vương Thôn, nhưng được đổi tên sau thành công của bộ phim cùng tên. Người Thổ Gia là cư dân gốc của Vương Thôn, và ngày nay Phù Dung bao gồm một sự pha trộn của người Thổ Gia và người Hán.

## Hành chính
Phù Dung được chia ra làm 20 đơn vị hành chính cấp thôn, gồm 3 xã khu và 17 thôn
- Xã khu: Thương Hợp (商合社区), Hà Bạn (河畔社区), Tân Khu (新区社区)
- Thôn: Phát Thụ (发树村), Khoa Bì (科皮村), Khắc Tất (克必村), Minh Khê (明溪村), Tân Nguyên (新元村), Bảo Bình (保坪村), Lan Hoa Động (兰花洞村), Vũ Long (雨龙村), Mao Trùng (毛冲村), Liệt Tịch (列夕村), Dương Mộc (杨木村), Tích Xa (昔车村), Tỉ Điều (比条村), Long Khê (龙溪村), Hưởng Đường (响塘村), Hữu Hòa (友和村), Long Xa (龙车村)

## Thắng cảnh
Các thắng cảnh tại Phù Dung:
- Thác Phù Dung cao 60m
- Thổ Tư Hành Cung nằm trên vách đá
- Phố đi bộ lát đá Ngũ Lý
- Trụ đồng Khê Châu nặng 2,5 tấn
- Di chỉ Động người Thổ Gia